# Christianae Reipublicae
A Christianae Reipublicae é uma encíclica do Papa Clemente XIII, de 25 de novembro de 1766, na qual o pontífice alerta contra a proliferação de livros que maculam a fé cristã, a ponto de negar a existência da alma e de Deus; o Papa nos convida a lutar vigorosamente contra essa "licença de pensamento, absolutamente louca."